# Gendarmerie Nationale
De Gendarmerie Nationale is een semi-militaire politiemacht in Frankrijk die is opgebouwd volgens een militaire organisatiestructuur en onderdeel is van de Krijgsmacht van Frankrijk. De organisatie legt rechtstreeks verantwoording af aan de minister van Defensie voor wat betreft de militaire aspecten en aan de minister van Binnenlandse Zaken voor wat betreft de politietaken.
De wapenspreuk op het vaandel van het korps luidt Gendarmerie, une force humaine; letterlijk vertaald betekent dit Gendarmerie, een menselijke krijgsmacht.

## Algemeen
Gendarmes worden over het algemeen belast met ordehandhaving op het platteland of
in de kleinere steden tot 20.000 inwoners. De ordehandhaving in de grotere steden valt onder de verantwoording van de Franse Police Nationale.

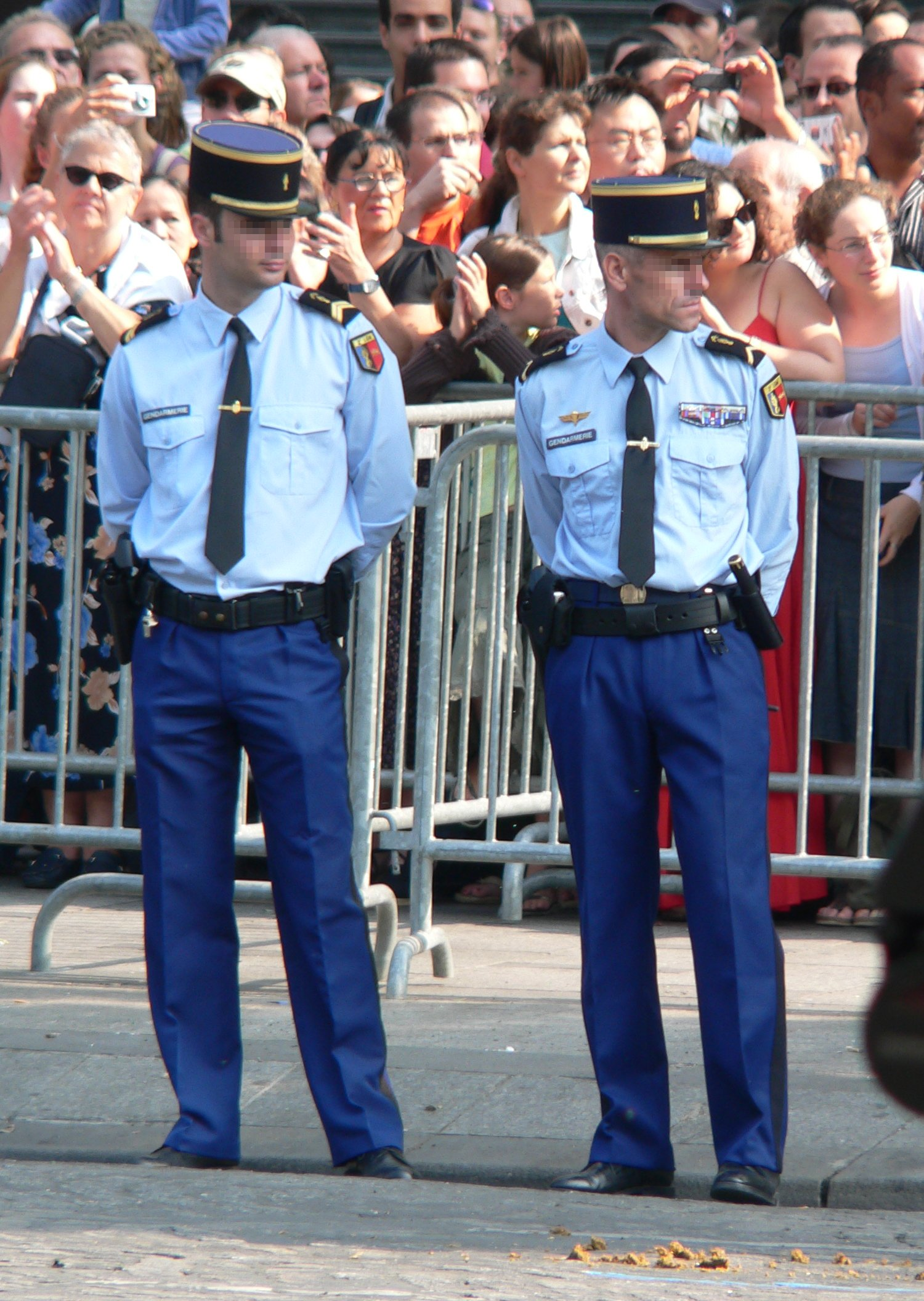
Gebruikelijk straatbeeld

De specifieke Gendarmerietaken zijn als volgt te verdelen
- Militair, optreden als militaire politie, rellenbestrijding en buitenlandse inzet
- Administratief, ordehandhaving, bijstandverlening, verkeersbegeleiding en controle
- Juridisch, rechercheonderzoek en verlenen van technische bijstand

De gendarmerie bestaat uit diverse beroepstakken met nationale en buitenlandse missies.
De totale sterkte bedraagt 103.000 personen waarvan:
- 4.170 gendarmerie officieren en 75.850 onderofficieren
- 155 technische en administratieve officieren en 3.700 onderofficieren
- 15.750 aspirant gendarmes
- 2.000 burgers met een gendarmerie contract
- 40.000 reservisten voor mobilisatie

De Gendarmerie Nationale is verwant aan de Nederlandse Koninklijke Marechaussee, de Belgische Rijkswacht (opgeheven), de Italiaanse Carabinieri en de Spaanse Guardia Civil.
De Gendarmerie Nationale is in Frankrijk altijd bereikbaar op de alarmnummers 17 of 112.

## Geschiedenis
De naam gendarmerie komt uit de middeleeuwen en is een verbastering van gens d'arme (gewapende lieden).
De Gendarmerie Nationale stamt af van een militair korps Connétable de France dat in 1337 werd opgericht en werd belast met ordehandhaving. In 1626 werd de naam van het korps gewijzigd in Maréchaux de France en werden de leden aangeduid als maréchaussées. In 1720 kreeg dit korps als hoofdtaak het bewaken van de Franse hoofdwegen. Vanaf deze tijd werd het georganiseerd in brigades van vijf man die voor het gebied van circa 20 km rondom hun legerplaats verantwoordelijk waren.
Enkele jaren later werden de soldaten ook buiten Frankrijk ingezet en daarom werd de naam van het korps op last van de Franse koning opnieuw gewijzigd, nu in Gendarmerie de France. In de volksmond werd dit echter de Gendarmerie Nationale en deze uitdrukking werd zo algemeen gebruikt dat de naam van het korps in 1791 ook daadwerkelijk werd gewijzigd in Gendarmerie Nationale.
De acties waarin de Gendarmerie Nationale in het verleden betrokken is geweest staan vermeld op het korpsvaandel.
- Hondschoote; 1793. - De 32e divisie, bestaande uit 400 man, nam vijandelijke artillerieopstellingen in; ze verloren hierbij 117 man.
- Villodrigo; 1812. - Het 1e Gendarmerielegioen, ingedeeld als cavalerie, leverde slag met Engelse cavalerie en brak door hun linies heen. Er werden 250 man gedood en 85 gevangen.
- Taguine; 1843. - Gevechten en arrestatie door 30 gendarmes in Taguine, Algerije bij het gevangennemen van emir Abd El Kader.
- Sebastopol; 1855. - Deelname van 2 Gendarmerie bataljons aan het beleg van de stad. 153 man werden gedood.
- Indochina; 1945-1954. - In voormalig Frans-Indochina werden vanaf 1946 drie Gendarmerie legioenen ingezet die werden belast met veiligheidstaken, patrouilles en rellenbestrijding. 654 man werden in die periode gedood of zijn vermist en 1500 man werden gewond. Hiervoor werd het korps onderscheiden met het Croix de Guerre (oorlogskruis) met 2 olijftakken.

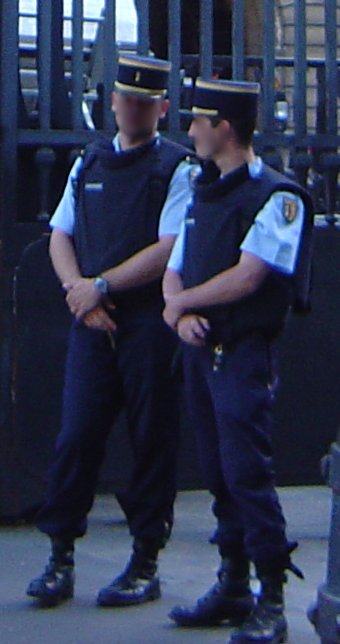
Avondpatrouille te voet

Meer recent was personeel van de Gendarmerie Nationale vanaf 1984 betrokken bij acties in:
- Libanon
- Algerije
- Kosovo
- Rwanda
- Ivoorkust
- Bosnië
- Centraal-Afrika
- Macedonië

## Organisatiestructuur
- Direction Générale de la Gendarmerie Nationale (DGGN) met aan het hoofd sinds november 2004 de landmachtgeneraal Guy Parayre. Deze DGGN omvat de stafdiensten.
  - Cabinet. Dit is de administratieve sectie van de staf waarin zijn opgenomen
    - Service Ressource Humaines (SRH). De personele verzorging.
    - Service Plans et Moyens (SPM). De logistieke verzorging.

  - Inspection Gendarmerie Nationale (IGN). De operationele sectie van de staf waarin zijn opgenomen
    - Service Opération et Employ (SOE). Deze omvat alle operationele taken.
- Gendarmerie Départementale. Deze kent slechts 1 afdeling.
  - Groupe territoriale. Per departement (provincie) is Frankrijk met ingang van juli 2005 verdeeld in Régions de gendarmerie. De Groupe territoriale is de coördinatie-eenheid die per regio verantwoordelijk is voor alle soorten politieoptreden.

Elke Région bestaat uit één Groupement; elk Groupement bestaat uit drie Compagnies; elke Compagnie uit vijf Brigades Territoriales. De sterkte van een groupement is 225 man onder leiding van een kapitein; die van een compagnie is 75 man o.l.v. een luitenant en die van een brigade is 25 man o.l.v. een adjudant.
- Gendarmerie Mobile. Deze is verdeeld in twee takken.
  - Groupe territoriale. Ook hier geldt de indeling per departement (provincie) in Régions de gendarmerie.

Elke région bestaat uit drie groupements; elk groupement bestaat uit vier tot zeven eskadrons. De sterkte van een eskadron is 5 pelotons o.l.v. een majoor; de sterkte van een peloton is 15 personen o.l.v. een kapitein.
- - Groupe d'Intervention de la Gendarmerie Nationale (GIGN). Dit is de eenheid ter bestrijding van terrorisme en zware criminaliteit. De GIGN bestaat uit een logistieke groep, een observatiegroep, een beschermingsgroep en een interventiegroep. Meer bijzonderheden worden niet vrijgegeven.

- Gendarmerie Spécialisée. Verantwoordelijk voor gespecialiseerde inzet zoals
  - Republikeinse Garde (Garde Republicaine). Dit is een speciaal detachement dat wordt ingezet bij ceremoniële aangelegenheden (parades, ontvangst van hoogwaardigheidsbekleders, Tour de France enz).
  - Seizoensgebonden inzet. Detachementen die 's zomers te paard over de stranden, op het platteland van Corsica en aan de Spaanse grens in de Pyreneeën surveilleren.
  - Tour de France. Een vrijwillig detachement van 50 motorrijders dat gedurende het wielerseizoen wordt belast met de begeleiding van alle belangrijke Franse wielerkoersen (zie ook Republikeinse Garde).
- Commandement Gendarmerie Outre Mer (CGOM). Verantwoordelijk voor alle inzet buiten Frankrijk. De CGOM omvat 166 brigades waarvan 13 gemotoriseerd; 6 pelotons mobiele eenheid; 14 pelotons surveillance waarvan 1 te paard; 5 luchtvaartsecties; 10 nautische secties; 17 recherchebrigades en 1 bergbrigade. Deze eenheden zijn geplaatst in:

- - Guadeloupe
  - Martinique
  - Frans-Guyana
  - Réunion
  - Frans-Polynesië
  - Nieuw-Caledonië

Tevens is in de CGOM de Groupement des Opérations Extérieures (GOE) opgenomen; deze organisatie verzorgt de 52 gendarmes die momenteel voor internationale politietaken naar crisisgebieden zijn uitgezonden.
- Commandement des Écoles. Verantwoordelijk voor alle gerelateerde opleidingen aan de opleidingscentra in de plaatsen Melun, Montluçon, Chaumont, Le Mans, Châtellerault, Libourne, Montargis, Tulle en Châteaulin.

## Uitrusting
De Gendarmerie doet zijn werk met een grote verscheidenheid aan uitrusting.
- Luchtinzet; hiervoor zijn een aantal eigen helikopters beschikbaar: een Fennec, vijf Alouette III’s, 31 Écureuils en acht EC-145’s.
- Nautische inzet; hiervoor beschikt men over een aantal eigen boten; 7 Vedettes ten behoeve van inzet op de rivieren; 25 Vedettes ten behoeve van inzet op zee; 23 Piroque-kano’s; 19 Kajaks en 52 White Sharks.
- Mobiele inzet; hiervoor beschikt men over bijna 3400 Peugeot Experts, 2250 Renault Trafics, 1160 Ford Focus, 499 Landrovers, 6 BMW's, 265 Cagiva's en 8 Quad-terreinmotoren, 960 BMW 1100RT, 1400 BMW 1150RT en 340 Yamaha 1300 wegmotoren, 829 vrachtwagens van de typen PR10, Lohr en Irisbus, 38 utilityvoertuigen ten behoeve van duikploegen, 360 utilityvoertuigen ten behoeve van hondentransport en 63 Subaru WRX snelle-interventievoertuigen.

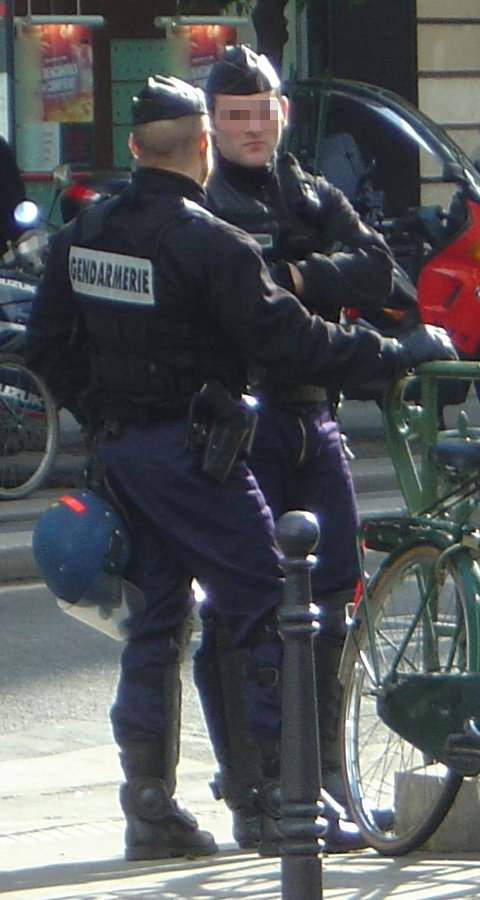
Tenue mobiele eenheid

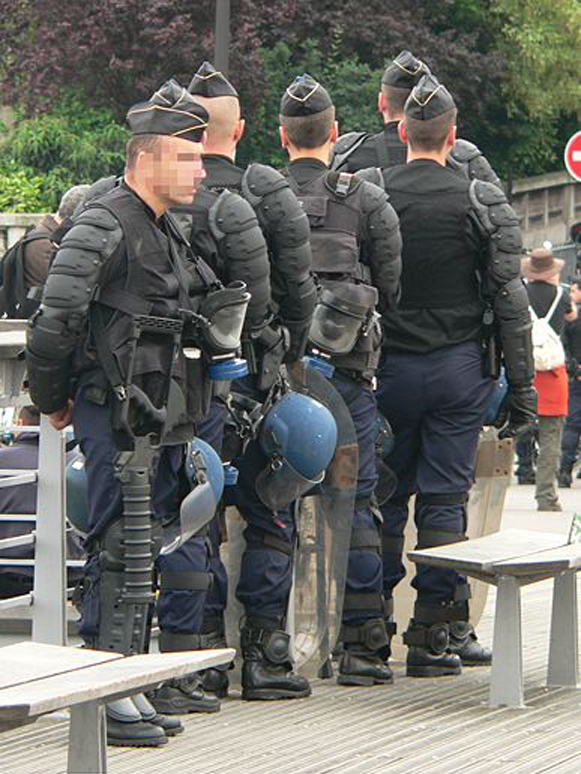
Mobiele eenheid gereed